# Helmer
Mansnamnet Helmer kommer från forntyskans Heilmar och är sammansatt av ord som betyder lycka (heil) och beröm (mar).
Namnet var populärt kring förra sekelskiftet, men har under större delen av 1900-talet varit ovanligt. Trenden är dock just nu[när?] uppåtgående. Den 31 december 2008 fanns det totalt 4 768 personer i Sverige med namnet, varav 591 med det som tilltalsnamn.
År 2003 fick 62 pojkar namnet, varav 16 fick det som tilltalsnamn.
Namnsdag: I Sverige 16 januari (1901–2000: 10 oktober). I den finlandssvenska namnsdagslängden har Helmer namnsdag 3 januari sedan 1995. Före det hade Helmer namnsdag 16 april 1929–1994.

## Personer med förnamnet Helmer
- Helmer Alexandersson, violinist och tonsättare
- Helmer Bäckström, Sveriges förste professor i fotografi
- Helmer Furuholm, författare
- Helmer Grundström, författare
- Helmer Gustavson, runolog
- Helmer Hanssen, norsk polarforskare
- Helmer Key, litteratur- och musikvetare, chefredaktör
- Helmer Linderholm, författare
- Helmer Lång, skånsk litteraturvetare och författare
- Helmer MasOlle, konstnär
- Helmer Mörner, greve, militär, ryttare, OS-guld i fälttävlan 1920
- Helmer Osslund, konstnär
- Helmer Ringgren, professor i religionshistoria och exegetik
- Helmer Syk, arkitekt

## Personer med efternamnet Helmer
- Lone Helmer, dansk skådespelerska
- Thomas Helmer, tysk fotbollsspelare

## Fiktiva
- Helmer Bryd, figur i Mosebacke Monarki
- Stig-Helmer Olsson, rollfigur som Lasse Åberg har utformat
- Doktor Stig Helmer, en av huvudpersonerna i serien Riket
- Advokat Torvald Helmer, rollfigur i Ett dockhem av Ibsen
- Helmer Mudd, figur i Looney Tunes
- Humlan Helmer, sagofigur